# Khadija El Cadhi
Khadija El Cadhi, née en 2006, est une gymnaste rythmique tunisienne.

## Carrière
Aux championnats d'Afrique 2022 au Caire, elle est médaillée d'argent par équipes au concours général par groupes, en groupe 5 ballons et en groupe 3 cerceaux + 2 massues,.